# Bryconamericus ichoensis
Bryconamericus ichoensis es una especie de pez de la familia Characidae en el orden de los Characiformes.

## Morfología
Los machos pueden llegar alcanzar los 3,4 cm de longitud total.
- Número de  vértebras: 32-34.[1]

## Hábitat
Vive en zonas de clima tropical.

## Distribución geográfica
Se encuentran en Sudamérica:  cuenca del río Atrato.